# Cixius scyllae
Cixius scyllae är en insektsart som beskrevs av Costa 1834. Cixius scyllae ingår i släktet Cixius och familjen kilstritar. Inga underarter finns listade i Catalogue of Life.